# 中條修
中條 修（なかじょう おさむ、1932年 - ）は日本の日本語学者。専門は静岡方言の研究。

## 来歴
青山学院大学文学部卒業。昭和47年（1972年）旧東京都立大学大学院人文科学研究科博士課程修了。同年静岡大学教養部教授。同51年（1981年）教育学部教授。平成9年（1997年）静岡学園短期大学学長、のち静岡産業大学教授。

## 著書・論文
- 平山輝男博士還暦記念会編『方言研究の問題点』明治書院 1970年
  - 「動詞の活用と音韻規則」
- ポール・グッドマン編（翻訳）『ことば・そして文学 : 生きた言語を考えよう』紀伊國屋書店 1973年
- 『地方史静岡 第6号』 静岡県立中央図書館資料課 1976年
  - 「南伊豆町の音韻体系」
- 『語頭のP音の諸相』静岡大学教養部 1977年
- 『静岡方言の研究』 吉見書店 1982年
- 飯豊毅一・日野資純・佐藤亮一編（1983）『講座方言学6 中部地方の方言』国書刊行会 1983年
  - 「静岡県の方言」
- 『日本語の音韻とアクセント』 勁草書房 1989年
- 『静岡県中川根町のアクセント』静岡学園短期大学 1990年
- 『言葉と教育 : 論集』 和泉書院 1996年
- 『平山輝男博士米寿記念論集』明治書院 1996年
  - 「伊豆南部特殊アクセント」